# Arte islâmica
A importância da arte islâmica na história da arte é imensa, particularmente, na Península Ibérica, região que por séculos, em sucessivas conquistas e reconquistas, ocuparam povos que a criaram. Consequentemente, as áreas colonizadas por Espanha e Portugal, sofreram forte influência. Na arquitetura é incontestável a intervenção árabe, um legado que se propagou e influenciou os vários estilos arquitectónicos presentes nestes países

## Motivos e temas da arte islâmica

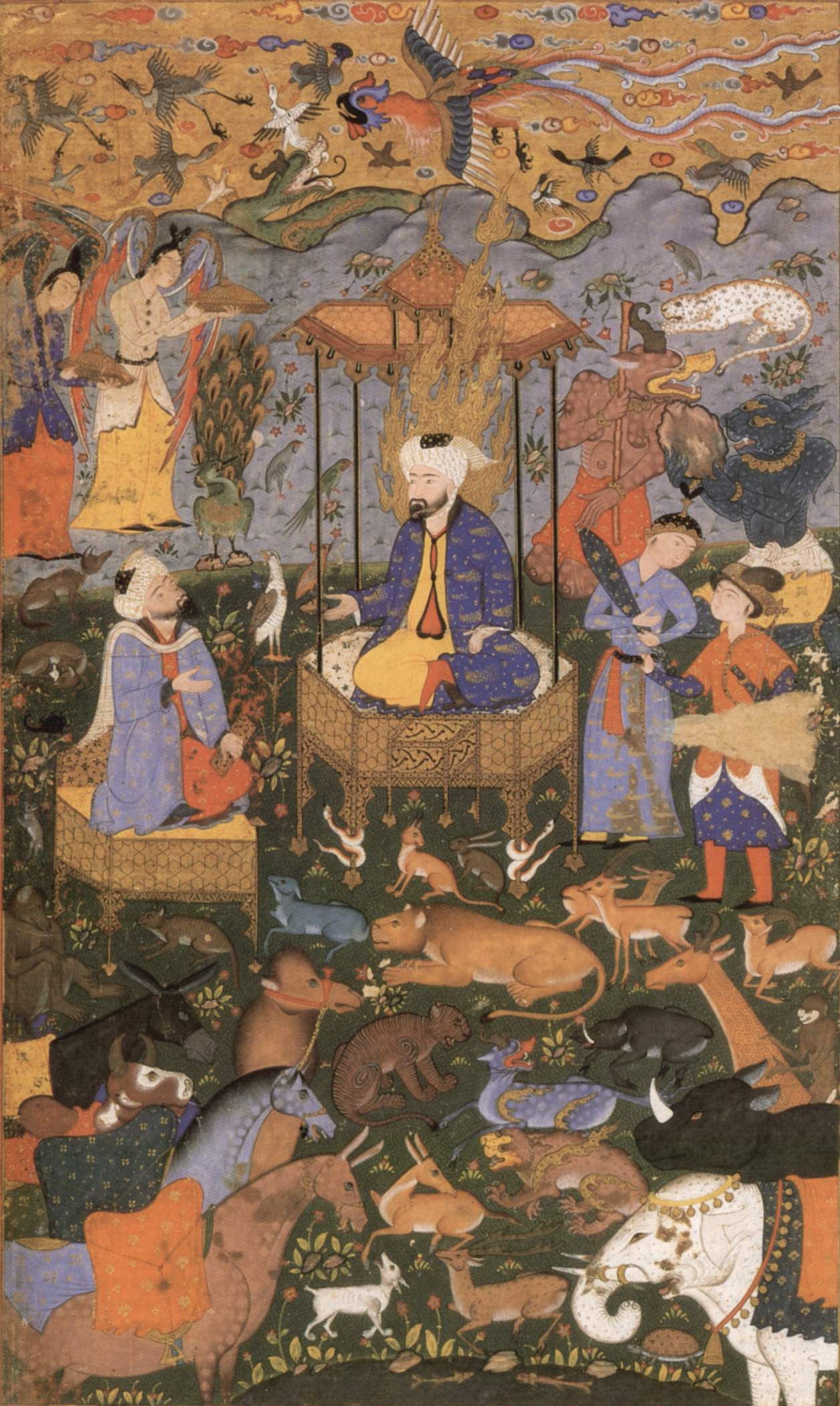
Shahnameh, quadro do século XVI

Quando se evoca a expressão "arte islâmica", frequentemente julga-se estar perante uma arte desprovida de representações figuradas, constituída unicamente por motivos geométricos e arabescos. No entanto, existem numerosas representações de figuras animais e humanas na arte islâmica, que surgem sobretudo em contextos não religiosos.
As fontes principais da doutrina islâmica são o Alcorão e os ditos do Profeta Maomé (hádice). Estas duas fontes nada mencionam sobre a representação de figuras na arte; o que é fortemente condenado é a idolatria e o culto de imagens (aniconismo).
Quando o profeta Muhammad (Maomé) conquistou Meca em 630 um dos seus primeiros actos foi destruir os ídolos que se encontravam na Caaba, que o Alcorão informa terem sido estátuas inspiradas por Satanás. Uma tradição afirma que Muhammad ordenou a destruição de todas as pinturas religiosas que se achavam naquele edifício, com excepção de uma pintura da Virgem Maria com o menino Jesus.
A partir do século IX, verifica-se uma censura da representação figurada, que alguns investigadores atribuem à influência de judeus convertidos ao islão. A partir desta época considera-se que o acto de representar um animal ou um ser humano é o assumir por parte do artista do papel de criador que se acredita que deva estar reservado unicamente a Deus.
As religiões desempenharam um importante papel no desenvolvimento da arte islâmica. Neste domínio enquadra-se evidentemente a religião muçulmana, mas igualmente outras religiões que os árabes encontraram quando das conquistas territoriais. Apenas no século XIII o mundo islâmico tornou-se maioritariamente muçulmano, tendo outras religiões contribuído para a formação da arte islâmica: o cristianismo (na região que se estende do Egipto à Turquia), o zoroastrismo (mundo iraniano), o hinduísmo e o budismo (na Índia) e o animismo no Magrebe.

### Arte e literatura
A arte islâmica não se inspira unicamente na religião. A literatura persa, como a Épica dos reis, épico nacional composto no início do século XIII por Firdawsi, os "Cinco Poemas" (ou Khamsa) de Nizami (século XII), são fontes importantes de inspiração que se manifestam na arte do livro, mas também na relacionada com os objectos (cerâmica, tapeçaria...). As obras de alguns poetas místicos, como Saadi e Djami, dão também lugar a numerosas representações.
As fábulas de origem indiana presentes na literatura árabe são frequentemente alvo de ilustrações nos ateliers de Bagdade e da Síria também vários livros como o alcorão. Também a literatura científica, como os tratados de astronomia, de mecânica ou de botânica, possui ricas ilustrações.

### Motivos abstratos. A caligrafia
São numerosos e variados os motivos decorativos nesta forma de arte, desde os motivos geométricos aos arabescos. A caligrafia no islão é considerada uma atividade nobre e sagrada, tendo em vista que as suratas do Alcorão são consideradas palavras divinas. As representações de humanos e de animais são excluídas de obras religiosas. A caligrafia como arte está também presente em obras do domínio do profano.

## História da arte islâmica

### Os começos da arte islâmica (séculos VII-IX)

#### Antes do aparecimento das dinastias

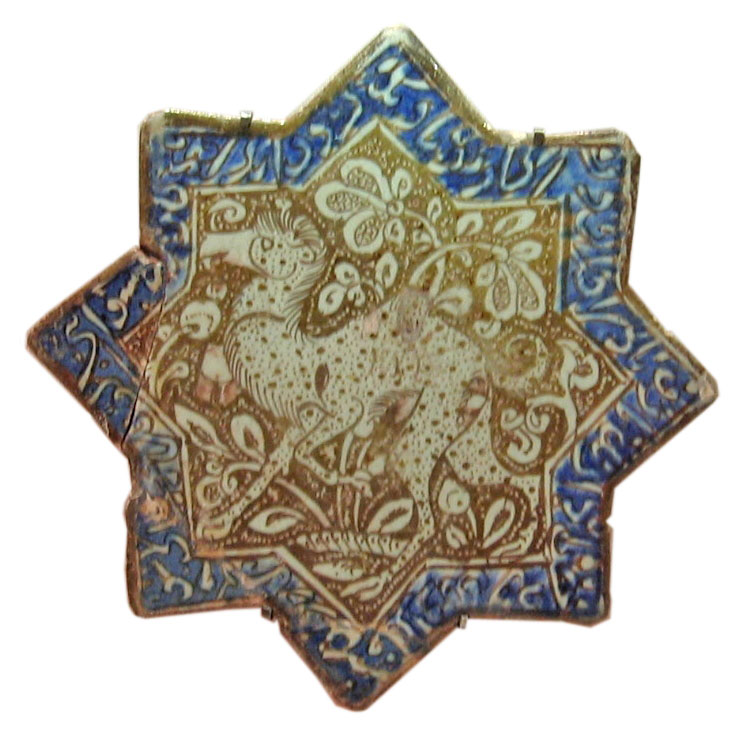
Azulejo em forma de estrela com um camelo gravado nele

Sabe-se muito pouco sobre a arquitectura anterior ao aparecimento dos Omíadas (meados do século VII). O edifício mais importante anterior à era omíada é sem dúvida a "Casa do Profeta" situada em Medina. Esta casa, cujo estatuto é mais ou menos mítico, teria sido o primeiro lugar onde se reuniam os muçulmanos para rezar, embora o islão considere que a oração possa ser efectuada em qualquer local, desde que este esteja limpo.
A Casa do Profeta possui uma importância considerável para a arquitetura islâmica, visto que ela seria o protótipo das mesquitas de planta árabe: um pátio e uma sala hispotila para as orações. Construída em materiais degradáveis (madeira e barro), não sobreviveu ao passar do tempo. A atual Mesquita do Profeta em Medina foi construída no local onde se julga que existia a casa.
É difícil distinguir os primeiros objetos islâmicos dos objetos sassânidas e bizantinos, devido ao facto de partilharem as mesmas técnicas e motivos decorativos. Conhece-se uma abundante produção de cerâmica não vidrada, na qual se enquadra uma pequena tigela presente hoje no Museu do Louvre, cuja inscrição assegura a sua inserção no período islâmico. Os motivos decorativos mais importantes são os vegetais.

#### Arte omíada
Durante o período omíada, ocorre o desenvolvimento da arquitetura civil e religiosa, tendo se posto em prática novos conceitos e novos plantas.
Assim, a planta árabe, com pátio e sala hipostila de orações, torna-se um modelo a partir da construção da Mesquita dos Omíadas em Damasco, que servirá como referência aos construtores posteriores. A Cúpula da Rocha em Jerusalém é sem dúvida um dos edifícios mais importantes de toda a arquitetura islâmica, marcada por uma forte influência bizantina (mosaicos, planta centrada que recorda ao do Santo Sepulcro), embora já se notem elementos tipicamente islâmicos, como os frisos com inscrições. Os castelos do deserto da Palestina proporcionam também variadas informações quanto à arquitetura civil e religiosa desta época.
Para além da arquitetura, os artistas trabalharam uma cerâmica ainda primitiva, não vidrada, e o metal. A distinção entre os objetos que pertencem a esta época e os da época pré-islâmica é pouco clara.

#### Arte abássida
Ao contrário do que sucede com os objetos do período omíada, os da era abássida estão bastante estudados. Com a deslocação dos centros de poder para este, entram em cena duas cidades que funcionaram como capitais califais, Bagdade e Samarra, situadas no que é hoje o Iraque. Se na cidade de Bagdade não foi possível realizar escavações, devido a estar hoje repleta de casas, os motivos dos estuques de Samarra, que foram bem estudados, permitindo datar os edifícios desta cidade.
A cerâmica conhece duas importantes inovações: a invenção da faiança e do lustro metálico. Estas duas técnicas continuarão a ser usadas durante muito tempo após a queda da dinastia abássida.

### O período medieval (séculos IX-XV)
A partir do século IX o poder abássida é contestado nas províncias que se encontram mais afastadas do centro do poder. Surgem vários califados que afirmam a sua independência face aos Abássidas, como os Omíadas do Alandalus (Península Ibérica) ou dos Fatímidas xiitas no Norte de África. No Irão dinastias que governadores administram autonomamente os territórios.

#### AlandaluseMagrebe
Em 756, o único sobrevivente do massacre da família omíada em Damasco, perpetuado como forma dos Abássidas se instalarem no poder, chega à Península Ibérica, onde funda um emirado independente. Os seus descendentes governam o Alandalus até cerca de 1031, altura em que o Califado de Córdova se dissolve. Segue-se um período de pequenos reinos, as taifas, até que o Alandalus é conquistado sucessivamente por duas dinastias norte-africanas, os Almorávidas e os almóadas, que introduzem influências magrebinas na arte. No século XIII o poder islâmico na Península resume-se ao reino de Granada, que é integrado na Espanha em 1492, ano em que foi conquistado pelos Reis Católicos.
A partir de 1196, os Merínidas substituem o poder almóada. A partir da sua capital em Fez, os Merínidas participam em numerosas expedições militares quer na Península quer na Ifríquia, onde não conseguem derrotar o Reino Haféssida. A partir do século XV o poder merínida entra em decadência e estes são substituídos pelos Xarifes no ano de 1549. Por sua vez os Haféssidas sobrevivem até à conquista otomana de 1574.
O Alandalus é um grande centro de cultura medieval. Na arquitetura salienta-se a Mesquita de Córdova, bem como a mesquita Bab Mardum em Toledo ou a cidade palatina de Madinat al-Zahra. Do Período Nacérida, destaca-se a Alhambra em Granada.

#### Egipto e Síria
Os fatímidas - uma das poucas dinastias xiitas no mundo islâmico - governaram o norte de África e o Egito entre 909 e 1171. Um dos seus grandes legados foi a fundação da cidade do Cairo em 969. Esta dinastia estimula o aparecimento de uma importante arquitectura religiosa, bem como a produção de uma série de objectos em diversos materiais: cristal, cerâmica, metais incrustados, vidros opacos... Numerosos artistas da arte fatímida são cristãos coptas.
Pela mesma altura na Síria, os atabegues (governadores árabes dos príncipes seljúcidas) conquistam o poder. Bastante independentes, jogam com a rivalidade existente entre os príncipes turcos e apoiam a instalação dos cruzados. Em 1117, Saladino conquista o Egito dos fatímidas e funda a dinastia dos Aiúbidas. Este período não foi de grande relevância para a arquitectura, mas a produção de objectos de elevado valor artístico continua. A cerâmica e o metal incrustado de alta qualidade continuam a ser produzidos e o vidro esmaltado faz a sua aparição.
Em 1250, os Mamelucos tomam o poder aos Aiúbudas no Egito e em 1261 impõem o seu poder na Síria. O poder dos Mamelucos prolonga-se até 1517; durante este período são construídos muitos edifícios.

## Técnicas da arte islâmica

### Urbanismo, arquitetura e decoração
A arquitetura manifesta-se de diversas formas no mundo islâmico: mesquitas, madraças (escolas religiosas), edifícios que funcionam como locais de retiro espiritual (como por exemplo as arrábitas) e túmulos são alguns dos edifícios característicos dos países de tradição islâmica.
A tipologia dos edifícios apresenta variações de acordo com as regiões e os períodos históricos. No coração do mundo árabe, o que corresponde ao Egito, Síria e Iraque, no período anterior ao século XIII, as mesquitas seguem todas a mesma planta, com um pátio e uma sala hispotila para as orações, mas variam bastante no que diz respeito à decoração e às formas. No Irão encontram-se especificidades próprias, como o emprego do tijolo e o uso de formas particulares como os iwans e o arco persa. Na Península Ibérica foi patente o gosto por uma arquitectura colorida, com o emprego de vários tipos de arcos (em ferradura, polilobados...). Na actual Turquia, a influência da civilização bizantina revela-se na construção de grandes mesquitas com grandes cúpulas, enquanto na Índia da era mogol desenvolvem-se plantas próprias, que se afastam cada vez mais do modelo iraniano e colocam em relevância as famosas cúpulas bolbosas.

### A arte do livro
A arte do livro é talvez a forma mais conhecida de expressão da arte islâmica, mas também a de mais difícil estudo. Ela agrega simultaneamente:
- a pintura;
- a encadernação;
- a caligrafia;
- a iluminura e a miniatura.

A arte do livro é geralmente dividida em três domínios: árabe (manuscritos sírios, egípcios, magrebinos), persas (manuscritos criados no Irão, sobretudo a partir da era mongol) e indiano (manuscritos mogóis). Cada um destes grupos possui o seu próprio estilo, divisível por várias escolas, com os seus próprios artistas e convenções. Regista-se uma evolução paralela, que resulta em alguns casos das influências recíprocas ou da deslocação de artistas motivada por acontecimentos políticos.

### As artes ditas "menores"
Neste domínio salientam-se manifestações artísticas classificadas na visão eurocêntrica como "menores", mas que na civilização islâmica atingiram um grau de desenvolvimento considerável:
- a arte do metal;
- a arte da cerâmica;
- a arte do vidro;
- a arte de trabalhar a pedra;
- a arte da talha;
- a arte do marfim.

## Colecções de arte islâmica
Como sucede em outros casos, as grandes colecções da arte islâmica situam-se frequentemente no mundo ocidental, em instituições como o Museu do Louvre, o Metropolitan Museum of Art, o Museu Britânico e o Victoria and Albert Museum; em Portugal o Museu Calouste Gulbenkian possui também uma colecção de arte islâmica, com peças oriundas da Pérsia, Turquia, Síria e Índia cronologicamente situadas num período que vai do século XII ao XVIII. Dos países de tradição islâmica, salientam-se as colecções do Museu Islâmico do Cairo e do Museu do Qatar.
No tocante aos manuscritos, é de referir a sua presença nas grandes bibliotecas, como a British Library ou a Biblioteca Nacional de França.